# Echidnophaga suricatta
Echidnophaga suricatta är en loppart som beskrevs av Hastriter 2000. Echidnophaga suricatta ingår i släktet Echidnophaga och familjen husloppor. Inga underarter finns listade i Catalogue of Life.